# Цкаротубани
Цкаротубани (груз. წყაროთუბანი) — село в Грузии, на территории Тианетского муниципалитета края (мхаре) Мцхета-Мтианети.

## География
Село находится в центральной части Грузии, к югу от реки Адзези (правый приток реки Иори), на расстоянии приблизительно 17 километров (по прямой) к югу от посёлка городского типа Тианети, административного центра муниципалитета. Абсолютная высота — 1054 метра над уровнем моря.

## Население
По результатам официальной переписи населения 2014 года в Цкаротубани проживало 23 человека (8 мужчин и 15 женщин). В национальной структуре населения грузины составляли 100 %.
| Год  | Население, человек |
| ---- | ------------------ |
| 2002 | 44                 |
| 2014 | ↘ 23               |